# Brent Forrester
Brent Forrester est un scénariste de télévision américain principalement connu pour son travail sur les séries Les Simpson, Les Rois du Texas, The Ben Stiller Show, Les Années campus et The Office.

## Filmographie

### Scénariste

#### PourLes Simpson
| Année | Titre                              | Titre original                   | Saison | Épisode | Réalisateur   |
| ----- | ---------------------------------- | -------------------------------- | ------ | ------- | ------------- |
| 1995  | Mes sorcières détestées            | Homer vs. Patty and Selma        | 6      | 17      | Mark Kirkland |
| 1995  | Le Citron de la discorde           | Lemon of Troy                    | 6      | 24      | Jim Reardon   |
| 1996  | 22 courts-métrages sur Springfield | 22 Short Films About Springfield | 7      | 21      | Jim Reardon   |
| 1996  | Homer le rocker                    | Homerpalooza                     | 7      | 24      | Wes Archer    |

#### Autres
- 1992-1993 : The Ben Stiller Show (12 épisodes)
- 1993 : Daddy Dearest (1 épisode)
- 1996 : The Stupids
- 1996 : Les Rois du Texas (1 épisode)
- 1996-1998 : Mr. Show with Bob and David (3 épisodes)
- 2002 : Les Années campus (1 épisode)
- 2006-2011 : The Office
- 2009 : In Gayle We Trust (10 épisodes)

### Réalisateur
- 2008 : Kevin's Loan (4 épisodes)
- 2009 : In Gayle We Trust (10 épisodes)
- 2009-2012 : The Office (3 épisodes)

### Producteur
- 1995-1998 : Les Simpson (28 épisodes)
- 1997-2004 : Les Rois du Texas (45 épisodes)
- 2003 : Life on Parole
- 2003 : Adam Sullivan (7 épisodes)
- 2004 : Blue Aloha
- 2006-2012 : The Office
- 2009 : In Gayle We Trust (10 épisodes)

### Acteur
- 1997-1998 : Les Rois du Texas : Le Dealer et Leon Petard (2 épisodes)